# 二条斉信
二条 斉信（にじょう なりのぶ）は、江戸時代後期の公卿。左大臣・二条治孝の六男。官位は従一位・左大臣。二条家25代当主。号は成徳院。

## 経歴
天明8年（1788年）、二条治孝の子として京にて誕生。11代将軍・徳川家斉から偏諱を受けた。早世した兄・斉通の跡を継いだ。
文化12年2月26日 （1815年4月5日）右近衛大将兼内大臣。文化12年12月4日（1816年1月2日）右近衛大将を辞し同日左近衛大将に就任する。文政3年1月17日（1820年3月1日）左近衛大将を辞任、文政3年10月15日 （1820年11月20日）内大臣辞し同日右大臣となる。
文政7年1月5日 （1824年2月4日）右大臣を辞し同日左大臣に就任。文政7年（1824年）5月7日叙従一位。
弘化4年（1847年）薨去。

## 系譜

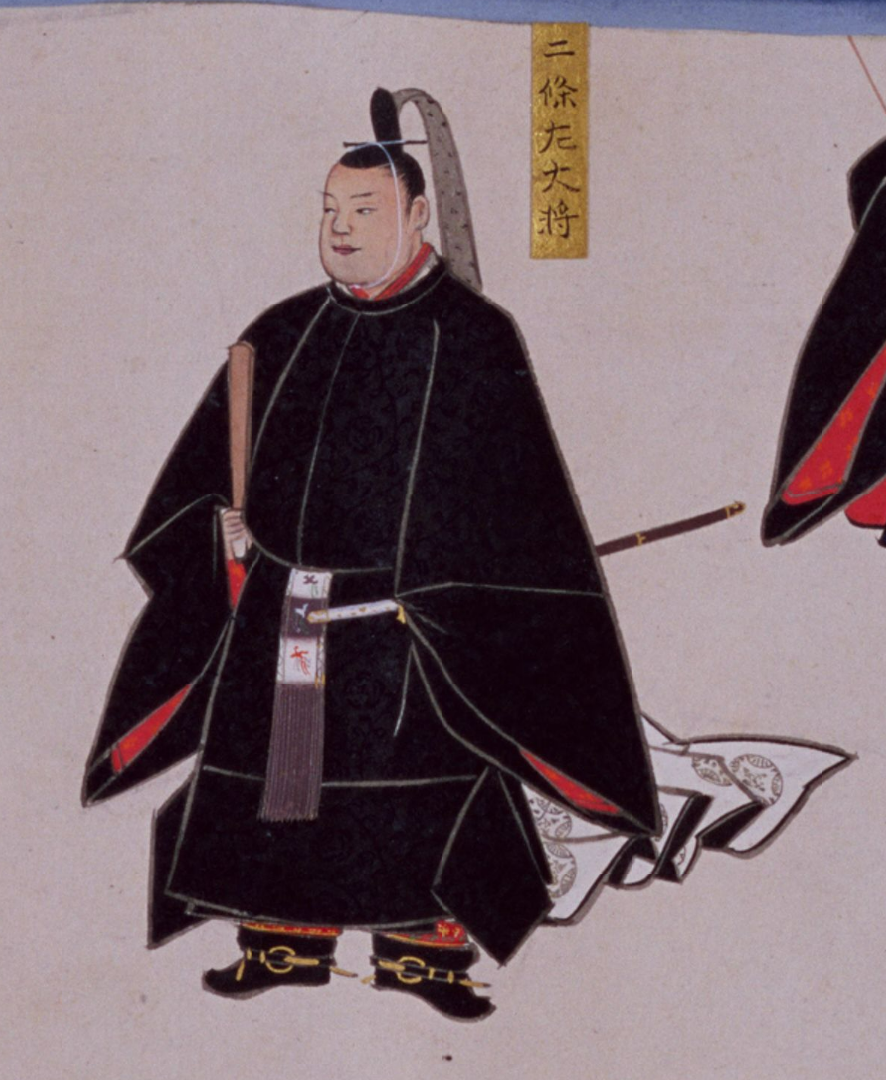
「桜町殿行幸図」

- 父：二条治孝
- 母：徳川翰子（徳川宗翰の次女）
- 正室：徳川従子 - 徳川治紀の三女
  - 次男：二条斉敬
  - 五女：二条広子 - 有栖川宮幟仁親王妃
- 側室：家女房
  - 七男：清水谷咸麿 - 清水谷実揖の養子「桜町殿行幸図」
- 養子
  - 男子：松園隆温 - 二条治孝の十九男